# Vilhelm Emil Luplau
Vilhelm Emil Luplau (født 12. maj 1823 i København, død 22. november 1864 sammesteds) var en dansk maler.
Han var søn af kantor ved Frederiks tyske Kirke, cand.jur. Anton Carl Luplau og Claudine Henriette Plum. Han blev gift 1859 på Frederiksberg med Rasmine Lovise Rasmussen (død 1890), datter af af silke- og klædehandler Johan Christian Rasmussen.
Efter at have været i malerlære blev han i 1836 optaget på Kunstakademiet. Han udstillede på Charlottenborg 1849-52, 1854-55 og 1857.